# Aurangabad Bangar
Aurangabad Bangar is een census town in het district Mathura van de Indiase staat Uttar Pradesh. 

## Demografie
Volgens de Indiase volkstelling van 2001 wonen er 8819 mensen in Aurangabad Bangar, waarvan 53% mannelijk en 47% vrouwelijk is. De plaats heeft een alfabetiseringsgraad van 62%. 